# 秀明道公園

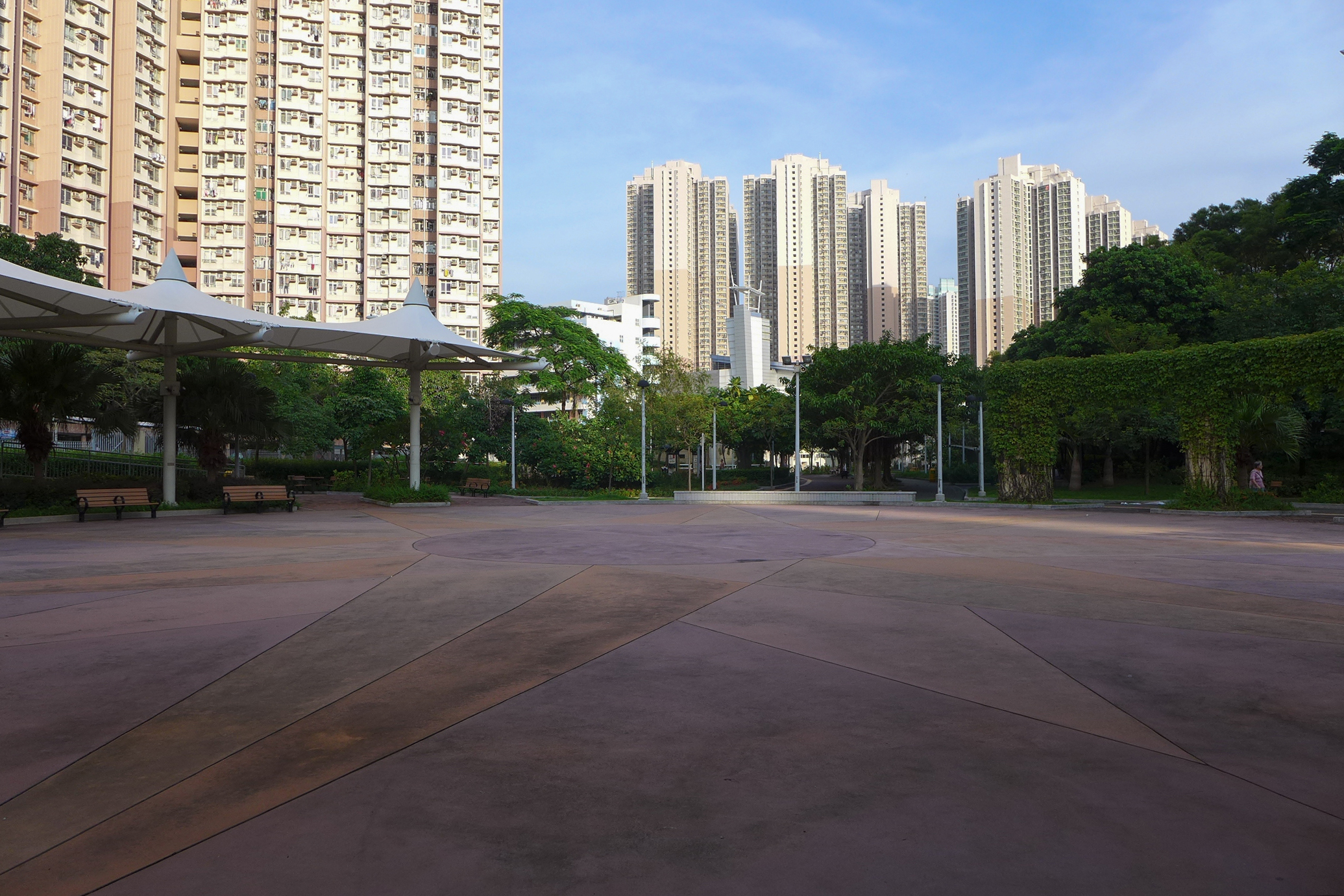
太極廣場

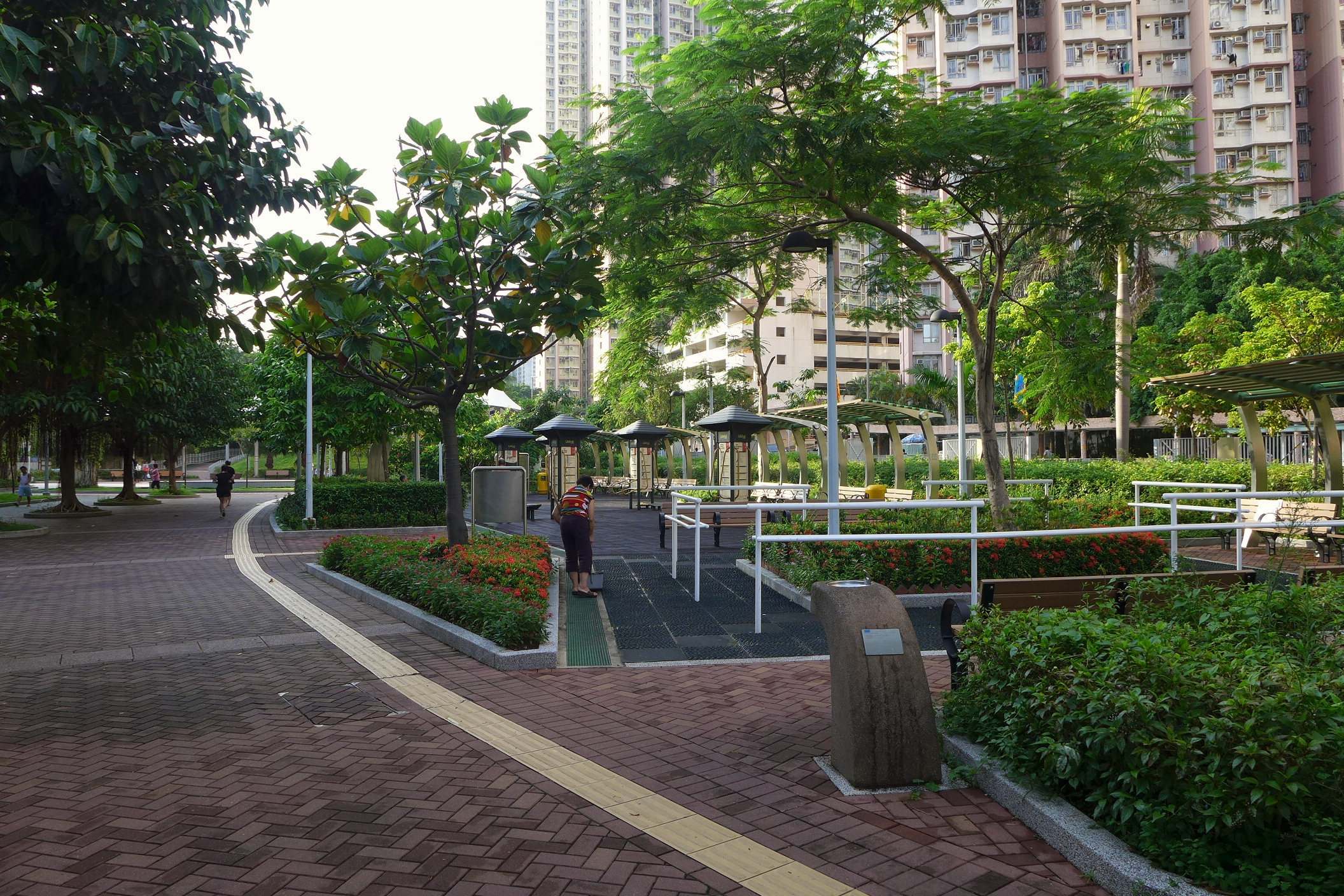
健身設備

秀明道公園（英語：Sau Ming Road Park），是香港的一座公園，位於九龍觀塘區秀茂坪秀明道20號，於2009年啟用。公園前身是秀茂坪邨37-41座連港九各界街坊會第一小學，由康樂及文化事務署管理。

## 設施
- 一個硬地足球場及看台
- 兩個籃球場（原訂重建為一幢新和諧一型公屋）
- 社區園圃
- 洗手間及更衣室
- 緩跑徑及健身設備
- 太極廣場
- 兒童遊樂場
- 七人足球場（戶外）[2]

## 開放時間
每日07:00-23:00

## 禁煙安排
全面禁煙